# Маруз
Маруз (пол. Maróz, нім. Groß Maransen) — село в Польщі, у гміні Ольштинек Ольштинського повіту Вармінсько-Мазурського воєводства.
Населення — 85 осіб (2011).

## Демографія
Демографічна структура станом на 31 березня 2011 року:
|          | Загалом | Допрацездатний вік | Працездатний вік | Постпрацездатний вік |
| -------- | ------- | ------------------ | ---------------- | -------------------- |
| Чоловіки | 41      | 11                 | 27               | 3                    |
| Жінки    | 44      | 10                 | 26               | 8                    |
| Разом    | 85      | 21                 | 53               | 11                   |